# Jirka Dell’Oro-Friedl
Jirka Dell’Oro-Friedl (* 1. Januar 1965 in Mainz) ist ein deutscher Ingenieur und seit 2010 Professor für Gamedesign, Spielentwicklung, Interaktionsdesign und Programmierung an der Fakultät Digitale Medien der Hochschule Furtwangen.

## Leben
Dell’Oro-Friedl studierte von 1987 bis 1991 Maschinenbau an der Fachhochschule Wiesbaden. Für besondere Leistungen während des Studiums wurde er von der Gesellschaft zur Förderung des Ingenieurstudiums in Rüsselsheim mit dem Adam-Opel-Preis ausgezeichnet. Von 1992 bis 1994 war Dell’Oro-Friedl bei der Firma NSM Unterhaltungsgeräte AG in Bingen als Entwicklungsingenieur und Designer für Spielsoftware angestellt. Danach verbrachte er ein Jahr in den USA, wo er mit der selbstständigen Tätigkeit im Bereich Multimediaentwicklung begann. Nach seiner Rückkehr nach Deutschland war er zwei Jahre freiberuflich im Bereich Lern- und Spielesoftwareentwicklung tätig. 1997 gründete Dell’Oro-Friedl die Firma EnterTrain Software GmbH, bei der er bis heute Gesellschafter ist. Im Jahr 2000 begann er sich als Lehrbeauftragter an der Fachhochschule Mainz im Studiengang Mediendesign zu engagieren. Ab 2002 führte er diese Tätigkeit als Gastdozent fort. Seit Oktober 2010 ist Jirka Dell’Oro-Friedl Professor an der Fakultät Digitale Medien der Hochschule Furtwangen. Dort leitete er als Studiendekan von 2012 bis 2016 den Bachelor-Studiengang Medieninformatik. Ehrenamtlich leitet er als Aikidolehrer die Aiki-Akademie, eine gemeinnützige Gesellschaft für Konfliktmanagement, Selbstschutz, Zivilcourage und ganzheitlicher Fitness auf der Basis von Aikido, mit mehreren Standorten in Deutschland.

## Forschung und Arbeitsgebiete
Jirka Dell’Oro-Friedl war an der Entwicklung zahlreicher Spiel- und Lernsoftwareproduktionen beteiligt und wurde dafür mit verschiedenen Preisen ausgezeichnet, darunter der Deutsche Computerspielpreis, der Comenius Award sowie der Macromedia Award.  Zu seinen bekanntesten Titeln zählen Spellforce, Opera Fatal, Techforce und ExperiMINTe. Dell’Oro-Friedl unterrichtet an der Fakultät Digitale Medien der Hochschule Furtwangen in den Bereichen Gamedesign, Spielentwicklung, Interaktionsdesign und Programmierung. Er leitet zudem das Spiellabor der Hochschule.